# Sennoside
Un sennoside est un dérivé de l'anthraquinone utilisé comme laxatif. Il s'agit d'une famille d'hétérosides (ou glycosides) dimériques nommés ainsi en raison de leur abondance dans les plantes du genre Senna, auquel appartient le séné (Senna alexandrina). Les plus communs sont distingués par les lettres A, B, C et D, mais il en existe d'autres, comme le sennoside E qui possède un substituant oxalate estérifiant un résidu osidique.
Les sennosides sont inactifs tant qu'ils n'ont pas été clivés par une glycoside hydrolase bactérienne de la flore intestinale pour en libérer l'aglycone, ici la rhéinanthrone, qui est la substance active des sennosides. Cette dernière provoque une irritation du gros intestin et notamment du côlon, ce qui en stimule les sécrétions et le péristaltisme.
Ils sont contre-indiqués en cas d'occlusion intestinale, d'inflammation aiguë de l'intestin (de maladie de Crohn par exemple), de rectocolite hémorragique, d'appendicite ou de douleur abdominale d'origine inconnue, ainsi qu'en cas d'antécédent allergique aux anthraquinones (de telles allergies demeurent rares et se limitent à des rougeurs et des démangeaisons).

de Structure des sennosides A, B, C et D, montrant les substituants sur les résidus de rhéinanthrone et de β-D-glucose.

Il fait partie de la liste des médicaments essentiels de l'Organisation mondiale de la santé (liste mise à jour en avril 2013).